# グランド・ストリート駅 (BMTカナーシー線)
グランド・ストリート駅（Grand Street）はブルックリン区のグランド・ストリート - ブッシュウィック・アベニュー交差点にあるニューヨーク市地下鉄BMTカナーシー線の駅で、終日L系統が停車する。

## 駅構造
| G          | 地上階                       | 出入口 エレベーター、ブッシュウィック・アベニューとグランド・ストリートの交差点北東（北行ホーム）と北西（南行ホーム） |
| P ホーム階 | 相対式ホーム、右側ドアが開く | 相対式ホーム、右側ドアが開く                                                                                          |
| P ホーム階 | 北行線                       | ← 8番街駅行き（グラハム・アベニュー駅）                                                                               |
| P ホーム階 | 南行線                       | → カナーシー-ロッカウェイ・パークウェイ駅行き（モントローズ・アベニュー駅）→                                          |
| P ホーム階 | 相対式ホーム、右側ドアが開く | |

グランド・ストリート駅はデュアル・コントラクトによりマンハッタンの6番街駅からモントローズ・アベニュー駅に向かって建設されたBMTカナーシー線の初期開業区間の駅で、1924年9月21日に開業した。相対式ホーム2面2線を有する。
ホーム壁面にはグレーに水色、オーカー、ライトブルー、ライトグリーンのタイルモザイクの帯が設けられている。駅の南端あたりには天井付近に格子があり、タイルの帯はその周囲に合わせてカットされている。この部分のタイルは、オリジナルに忠実に復元された部分でもある。駅名標には茶色の地にセリフ体で "GRAND ST." と書かれ、内側に黄色、外側に緑の縁取りが施されている。ホームがカーブ途中にあるため、青く塗られた I 形鋼の柱はホーム中央部の改札付近にしかない。
2020年-2024年MTA投資計画にてエレベーターの設置計画が公表され、2023年8月31日に供用開始した。

### 出口
オープンカット工法で建設されたため土被りが浅いことからホーム間連絡通路はなく、改札もホームごとに設けられている。改札には自動改札機とトークン・ブース、表通りに出る階段が設けられている。マンハッタン方面ホームの階段はグランド・ストリートとブッシュウィック・アベニューの交差点北東および南東、カナーシー方面ホームの階段は交差点北西および南西に繋がっている。エレベーターは交差点北東（北行ホーム）と北西（南行ホーム）に接続している。